# اپل ای۱۰
اپل ای۱۰ فیوژن یک سیستم ۶۴ بیتی مبتنی بر آرم بر روی یک تراشه (SoC) است که توسط شرکت اپل طراحی شده و توسط تی‌اس‌ام‌سی ساخته شده‌است. این اولین بار در آیفون ۷ و ۷ پلاس که در ۷ سپتامبر ۲۰۱۶ معرفی شدند ظاهر شد، و در نسل ششم آی‌پد، نسل هفتم آی‌پد و نسل هفتم آی‌پاد تاچ استفاده می‌شود. ای۱۰ اولین SoC چهار هسته ای طراحی شده توسط اپل است که دارای دو هسته با کارایی بالا و دو هسته کم مصرف است. اپل اعلام کرده‌است که نسبت به نسل قبلی خود، اپل ای۹، ۴۰ درصد عملکرد سی پی یو و ۵۰ درصد عملکرد گرافیکی بیشتر دارد. تراشه اپل تی۲ مبتنی بر ای۱۰ است. در ۱۰ می ۲۰۲۲، نسل هفتم آی پاد تاچ متوقف شد و به تولید تراشه‌های ای۱۰ فیوژن پایان داد.

## طرح
ای۱۰ (در داخل، تی۸۰۱۰) بر روی ۱۶ تی اس ام سی ساخته شده‌است فرایند فین‌فت نانومتری و شامل ۳٫۲۸ میلیارد ترانزیستور (شامل پردازنده گرافیکی و حافظه پنهان) در اندازه قالب ۱۲۵ است. میلی‌متر 2. دارای دو نسخه ۶۴ بیتی ۲٫۳۴ طراحی شده توسط اپل است هسته‌های آرم وی۸-ای گیگاهرتزی به نام هوریکان که هر کدام با اندازه قالب ۴٫۱۸ هستند. میلی‌متر 2. به عنوان اولین SoC چهار هسته ای تولید شده توسط اپل، دارای دو هسته با کارایی بالا است که برای کارهای سخت مانند بازی طراحی شده‌است، در حالی که دارای دو هسته ۶۴ بیتی ۱٫۰۵ طراحی شده با مصرف انرژی است. هسته‌های گیگاهرتزی با کد زیفر در ۰٫۷۸ میلی‌متر مربع برای کارهای عادی در پیکربندی مشابه آرم بزرگتکنولوژی ال آی تی تی ال ای
برخلاف اکثر پیاده‌سازی‌های بیگ. کوچک، مانند اسنپدراگون ۸۲۰ یا اگزینوس ۸۸۹۰، تنها یک نوع هسته می‌تواند در یک زمان فعال باشد، هسته‌های با کارایی بالا یا کم مصرف، اما نه هر دو. بنابراین، ای۱۰ فیوژن به نظر نرم‌افزار و بنچمارک به عنوان یک تراشه دو هسته ای است. اپل ادعا می‌کند که هسته‌های با کارایی بالا ۴۰ درصد سریع‌تر از پردازنده قبلی ای۹ اپل هستند و دو هسته با کارایی بالا ۲۰ درصد از قدرت هسته‌های هوریکان را مصرف می‌کنند. آنها هنگام انجام کارهای ساده مانند چک کردن ایمیل استفاده می‌شوند. یک کنترل‌کننده عملکرد جدید در زمان واقعی تصمیم می‌گیرد که کدام جفت هسته باید برای یک کار مشخص اجرا شود تا از نظر عملکرد یا عمر باتری  بهینه شود. ای۱۰ دارای L1 است کش ۶۴ KB برای داده و 64 KB برای دستورالعمل‌ها، حافظه نهان L2 3 MB توسط هر دو هسته مشترک و 4 MB حافظه نهان L3 که کل SoC را سرویس می‌کند.
پردازنده گرافیکی جدید ۶ هسته ای با فرکانس ۹۰۰ مگاهرتز که در تراشه ای۱۰ تعبیه شده‌است، ۵۰ درصد سریعتر است در حالی که ۶۶ درصد از قدرت نسل قبلی ای۹ خود را مصرف می‌کند. تجزیه و تحلیل بیشتر نشان می‌دهد که اپل جی تی ۷۶۰۰ مورد استفاده در اپل ای۹ را حفظ کرده‌است، اما بخش‌هایی از جی پی یو مبتنی بر پاور وی‌آر را با طرح‌های اختصاصی خود جایگزین کرده‌است. به نظر می‌رسد این تغییرات با استفاده از اعداد ممیز شناور با نیم دقت کمتر، کارایی بالاتر و مصرف انرژی کمتری را ممکن می‌سازد.
پردازنده کمکی حرکتی ام۱۰ در ای۱۰ تعبیه شده‌است. ای۱۰ همچنین دارای یک پردازشگر تصویر جدید است که اپل می‌گوید دو برابر پردازشگر تصویر قبلی توان پردازشی دارد.
ای۱۰ کدگذاری سخت‌افزاری را برای اچ ای آی اف و اچ ای وی سی (۸/۱۰ بیت) اضافه می‌کند. پشتیبانی از رمزگشایی برای HEVC, H.264، MPEG-4 Part 2، و Motion JPEG. رمزگشایی وی پی ۸ و وی پی ۹ نیز پشتیبانی می‌شود اما غیررسمی است. ای وی۱ توسط شتاب سخت‌افزاری پشتیبانی نمی‌شود.
ای۱۰ در یک بسته‌بندی اطلاعات جدید از تی اس ام سی بسته‌بندی شده‌است که ارتفاع بسته را کاهش می‌دهد. در همان بسته چهار تراشه رم LPDDR4 نیز وجود دارد که ۲ را یکپارچه می‌کند گیگابایت رم در آیفون ۷، آیپد نسل ششم و آیپاد تاچ نسل هفتم یا ۳ گیگابایت در آیفون ۷ پلاس و آیپد نسل هفتم.

## محصولاتی که شامل اپل ای۱۰ فیوژن می‌شوند
- آیفون ۷ و ۷ پلاس
- آی پد (نسل ششم) و آی پد (نسل هفتم)
- آی پاد تاچ (نسل هفتم)

## نگارخانه

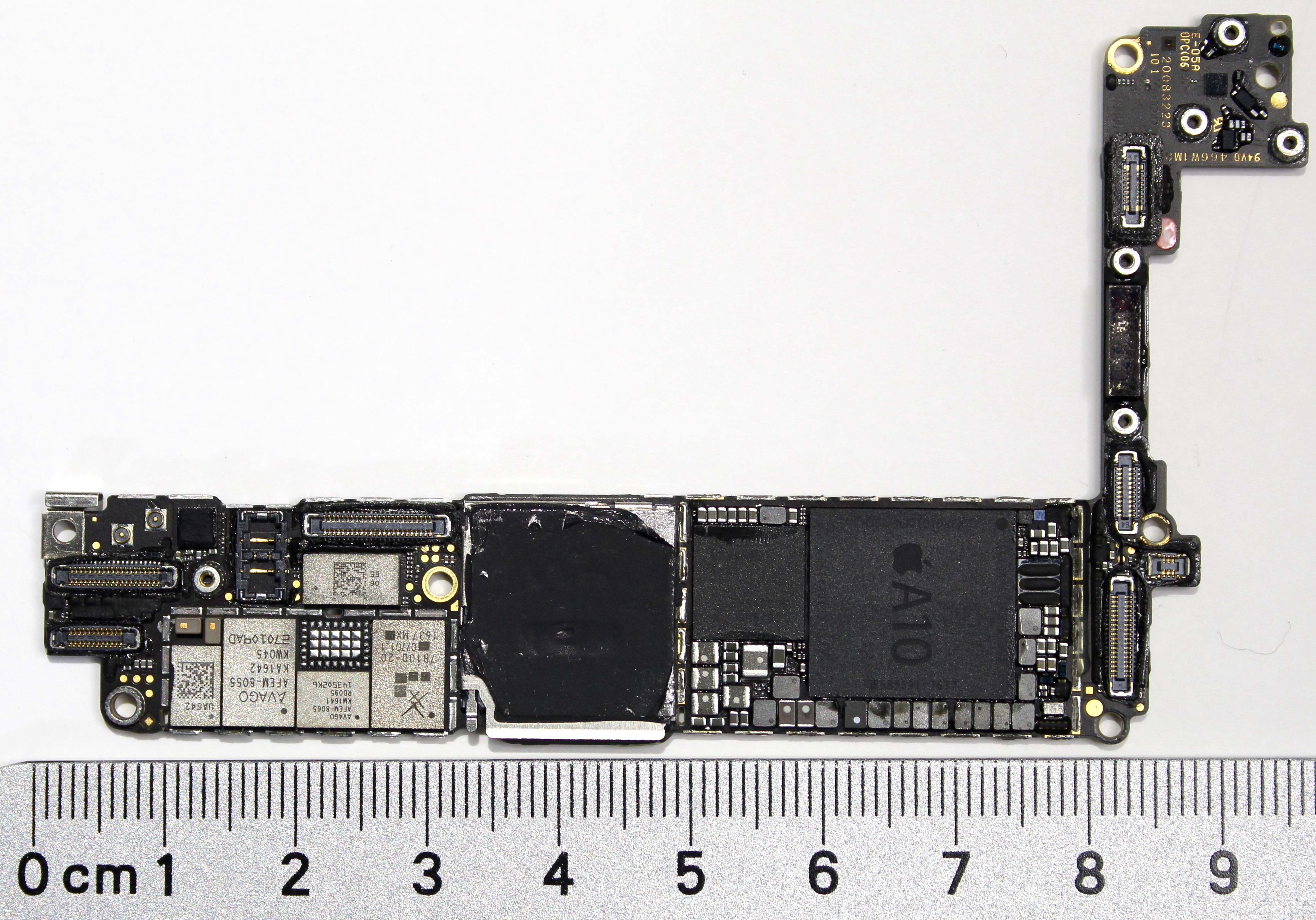
اپل ای۱۰ SoC روی برد منطقی اصلی آیفون ۷.